# Hussain Korshi
Hussain Korshi (in arabo حسين هادي محمد كرشي‎?; ...) è un ex calciatore saudita, di ruolo centrocampista o attaccante.